# Messe Berlin

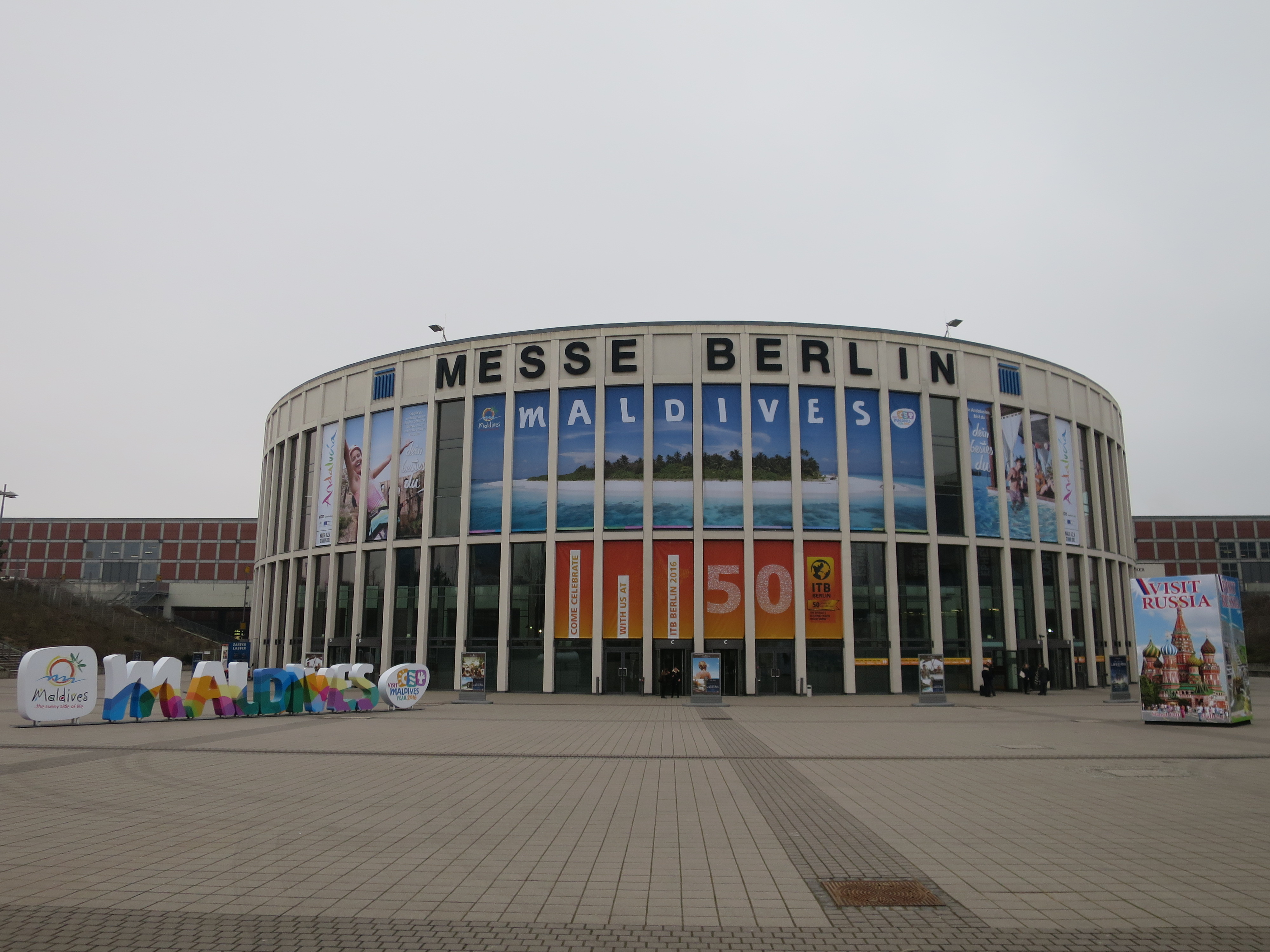
Wejście południowe

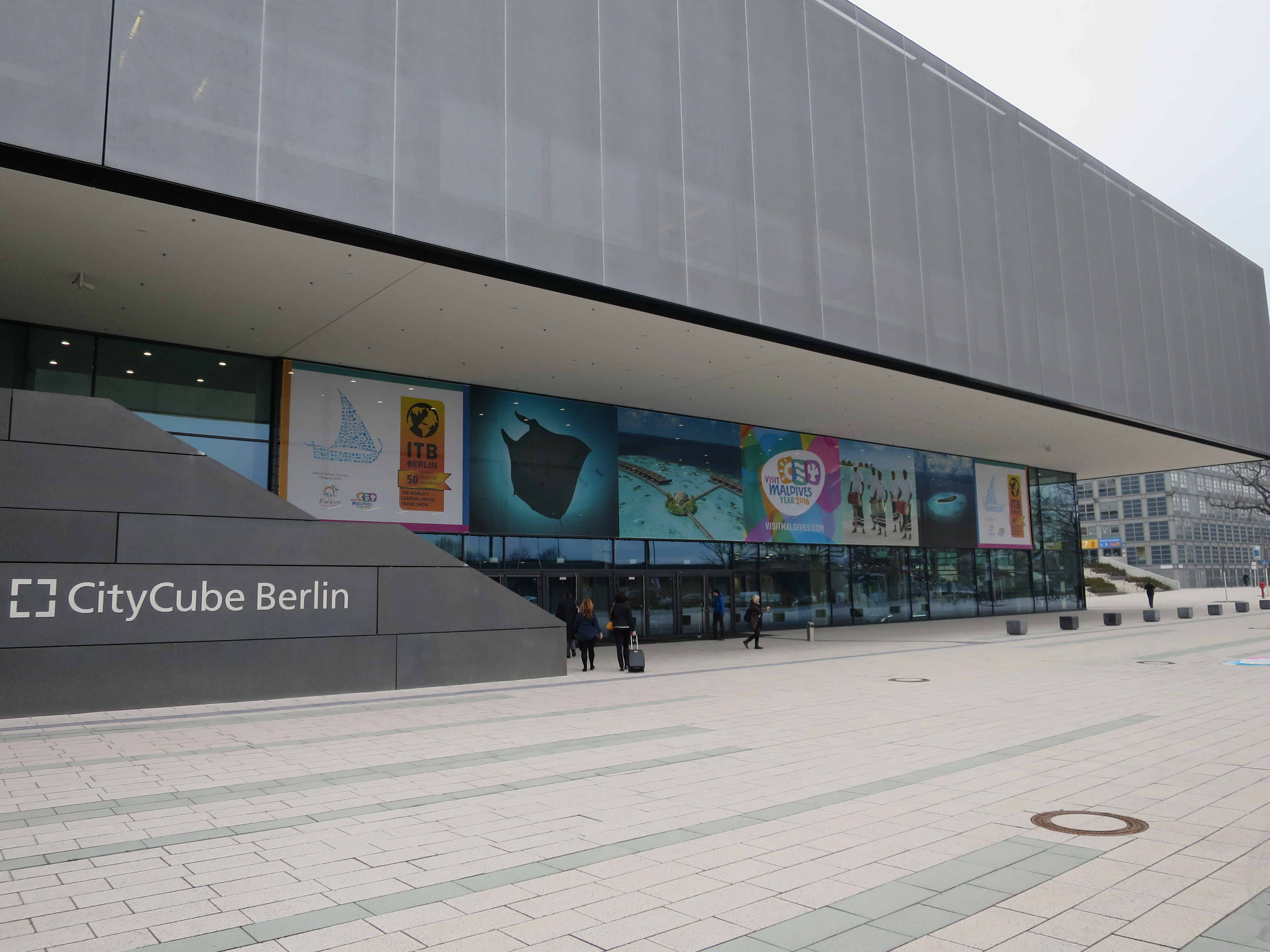
CityCube Berlin

Messe Berlin (pol. Targi Berlińskie) – nazwa przedsiębiorstwa wystawienniczego w Berlinie.
Tereny targowe Messe Berlin są usytuowane w zachodniej części miasta (Berlin-Westend), w obrębie dzielnicy Charlottenburg-Wilmersdorf, przy Masurenallee, naprzeciwko Domu Rozgłośni (Haus des Rundfunks).
Rozpoczęta w latach 1936-1937 budowa infrastruktury targowej obejmuje 26 hal o powierzchni 160 000 m², wieżę widokową Berlin (Funkturm Berlin) oraz Halę Niemiecką (Deutschlandhalle). Hale połączone są z Berlińskim Międzynarodowym Centrum Kongresowym (Internationales Congress Centrum Berlin – ICC), które zostało zamknięte w 2014 roku. W tym samym czasie Messe Berlin otworzyło w swym kompleksie nowe centrum wystawienniczo-kongresowe "CityCube Berlin".
Tereny targowe dysponują dwoma przystankami szybkiej kolei miejskiej (S-Bahn) – Berlin Messe Nord/ICC oraz Berlin Messe Süd.

## Historia
Pierwszą halę wystawową wybudowano w 1914 na północ od dzisiejszych terenów targowych między obecnym centralnym dworcem autobusowym (Zentralen Omnibusbahnhof) i nasypem szybkiej kolei miejskiej (S-Bahn), z przeznaczeniem na organizowanie Wystaw Samochodowych (Automobilausstellungen). Kolejna hala została zbudowana w 1924 nieopodal, na terenie obecnego dworca autobusowego. W obecnym miejscu targi znajdują się od 1924, kiedy z przeznaczeniem dla organizacji pierwszej Niemieckiej Wystawy Radiowej (Deutsche Funkausstellung) na zachód od Messedamm otwarto zbudowany z drewna tzw. dom przemysłu radiowego (Haus der Funkindustrie). W 1935 wielki pożar spalił budynek, a także uszkodził berlińską wieżę radiową (Berliner Funkturm). Dwa pozostałe budynki zostały zniszczone w czasie II wojny światowej. Najstarsze zachowane obecnie hale, położone wzdłuż Messedamm oraz Masurenallee, pochodzą z 1937.

## Najważniejsze imprezy
- Internationale Grüne Woche Berlin (IGW),
- Internationale Funkausstellung (IFA),
- Internationale Tourismus-Börse (ITB),
- Youth fair YOU,
- Venus Berlin,
- InnoTrans,
- Popkomm.